# Pledging My Love
Pledging My Love är en låt, först inspelad av Johnny Ace 1954.
Låten utgavs postumt efter att Johnny Ace av misstag begått självmord i december 1954. Pledging my love blev Aces största framgång.
Ett flertal musiker har spelat in sina versioner av "Pledging My Love". Bland de mer namnkunniga finns Elvis Presley, vars version gavs ut på hans sista studioalbum Moody Blue 1977, Emmylou Harris, samt Marvin Gaye med Diana Ross.
"Pledging My Love" förekommer i filmen Den korrumperade snuten från 1992.. Filmen förekommer även i filmen Christine från 1983.